# Похатаев, Алексей Васильевич
Алексей Васильевич Похатаев (1928—1990) — советский передовик производства, горнорабочий очистного забоя шахты №1 «Южно-Батуринская» треста «Еманжелинуголь» комбината «Челябинскуголь» Министерства угольной промышленности СССР. Герой Социалистического Труда (1966).

## Биография
Родился 23 сентября 1928 года в деревне Клин Новгородской области.
С 1942 года после окончания семилетней школы, в период Великой Отечественной войны и после окончания войны с 1942 по 1948 год начал свою трудовую деятельность в колхозе «Красный Клин» деревне Клин, Новгородской области.
С 1949 года переехал на Южный Урал в Челябинскую область и после окончания Еманжелинской школы фабрично-заводского обучения начал работать проходчиком на строительстве шахты №54 в Еманжелинском треста «Еманжелинскуголь». С 1952 года начал руководить комсомольско-молодёжной бригадой забойщиков шахты №54 по добыче угля.  С  1954 года коллективом шахты №54 была перевыполнена норма добычи и собрано свыше — 212,6 тысяч тонн угля, комсомольско-молодёжная бригада под руководством А. В. Похатаева добилась наивысших результатов добыв — 3960 тонн угля сверх плана. В 1954 году за отличие в труде был награждён Медалью «За трудовое отличие».  
С 1964 года бригада шахты №1 «Южно-Батуринская» треста «Еманжелинуголь» комбината «Челябинскуголь» Министерства угольной промышленности СССР под руководством А. В. Похатаева досрочно выполнила план шестой пятилетки и продолжала наращивать темпы добычи угля. В последующем бригада А. В. Похатаева  досрочно выполнила планы 7, 8 и 9-й пятилеток. А. В. Похатаев был инициатором соревнования за экономию средств на шахте треста «Еманжелинскуголь», за полтора  года им было сэкономлено около — 6400 рублей из расчёта 5,2 копейки на одну тонну добытого угля.
29 июня 1966 года Указом Президиума Верховного Совета СССР «за выдающиеся успехи, достигнутые в развитии угольной промышленности» Алексей Васильевич Похатаев был удостоен звания Героя Социалистического Труда с вручением Ордена Ленина и золотой медали «Серп и Молот».
В 1971 году Указом Президиума Верховного Совета СССР «за выдающиеся трудовые успехи» Алексей Васильевич Похатаев был награждён Орденом Октябрьской революции
В 1966 году избирался делегатом XXIII съезда КПСС.
С 1979 года после выхода на заслуженный отдых, продолжил работать на шахте «Батуринская».
Скончался 4 октября 1990 года в городе Еманжелинске Челябинской области. Похоронен там же.

## Награды
- Медаль «Серп и Молот» (29.06.1966)
- Орден Ленина (29.06.1966)
- Орден Октябрьской Революции  (1971)
- Медаль «За трудовое отличие» (1954)
- Медаль «За доблестный труд. В ознаменование 100-летия со дня рождения В. И. Ленина» (1970)
- Знак «Шахтёрская слава»  I, II и III степени